# Planejamento de linguagem
Planejamento de linguagem se refere aos esforços deliberados para influenciar o comportamento de outros no que diz respeito à aquisição, estrutura ou alocação funcional de linguagem. Tipicamente isso irá envolver o desenvolvimento de metas, objetivos e estratégias para mudar o modo como uma língua é usada. Num nível governamental, o planejamento de linguagem toma a forma de política idiomática. Muitas nações têm corpos de regulamentação de linguagem, os quais são encarregados especificamente da formulação e implementação de políticas de planejamento de linguagem.
O termo "planejamento de linguagem" tem sido freqüentemente identificado com um contexto terceiro-mundista, sendo visto como uma ferramenta para o estabelecimento de línguas nacionais padronizadas como parte de um processo de modernização ou construção de nação. Na verdade, planejamento de linguagem não é nem um fenômeno moderno muito menos está confinado ao Terceiro Mundo.